# Mihai Pintilii
Mihai Doru Pintilii (̈* 9. listopadu 1984) je rumunský fotbalista a reprezentant hrající na postu defenzivního záložníka, od roku 2016 hráč klubu Steaua Bukurešť.

## Reprezentační kariéra
V rumunském reprezentačním A-mužstvu debutoval 10. 8. 2011 pod trenérem Victorem Pițurcou v přátelském zápase v Serravalle proti domácímu týmu San Marina (výhra 1:0).

Trenér rumunského národního týmu Anghel Iordănescu jej vzal na EURO 2016 ve Francii. Rumuni obsadili se ziskem jediného bodu poslední čtvrté místo v základní skupině A.